# Cub Soma

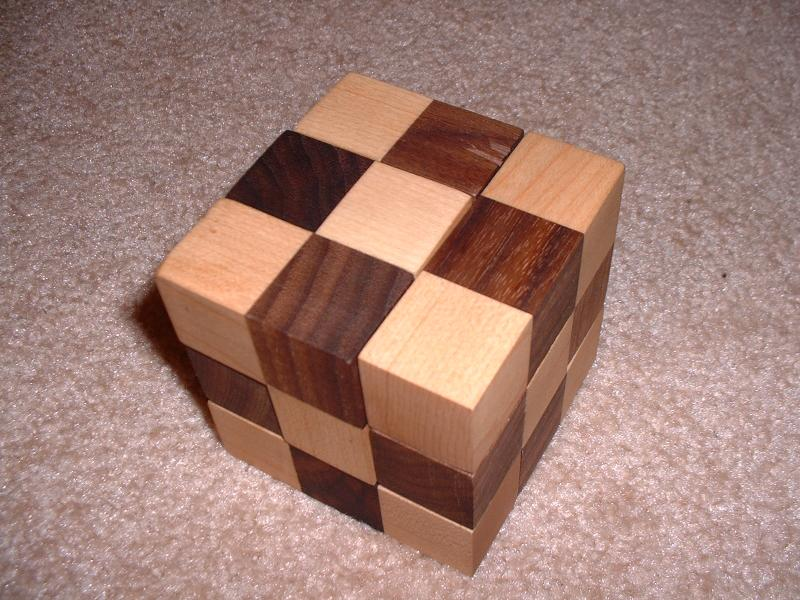
Un exemple de cub Soma muntat.

El cub Soma és un trencaclosques geomètric, amb set peces diferents formades amb cubs que s'han d'unir per tal de crear un cub més gran.

## Història del cub

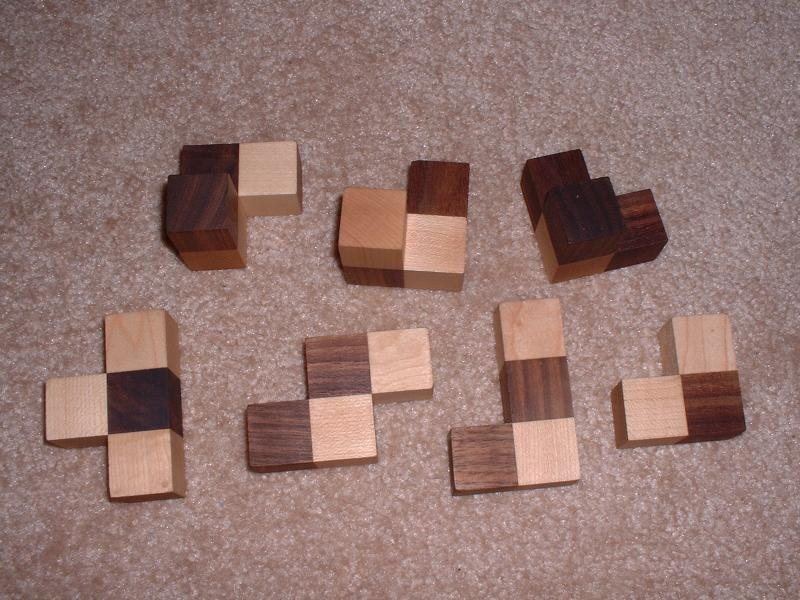
El cub Soma desmuntat

El cub fou creat pel científic, escriptor i filòsof danès Piet Hein el 1936. Es diu que va ser durant una conferència sobre física quàntica de Werner Heisenberg quan Hein va començar a pensar en els distints policubs que es podien obtenir unint diversos cubs de la mateixa mida. Va comprovar després que tots els policubs irregulars formats per quatre o menys cubs sumaven un total de 27 cubs, i podien unir-se en un cub major amb tres cubs d'aresta. Posteriorment, el matemàtic John Conway va calcular que hi havia 240 formes distintes de resoldre el problema principal.
Tot i que fou presentat el 1958 a les columnes de Martin Gardner a la revista Scientific American només va ser el 1969 quan la companyia americana Parker Brothers posà el joc a la venda. Costava aleshores dos dòlars i es digué aleshores que existien més d'un milió de maneres de fer el cub.
Amb les peces del cub Soma es poden crear altres formes, amb dissenys geomètrics més o menys interessants, o fins i tot amb dissenys figuratius. Existeixen recopilacions amb milers de figures que han rebut noms diversos com ara el pont, el llit, la butaca, el pou. Les set peces del Soma es poden identificar amb un nombre o una lletra.

## Les set peces del joc
Totes les peces són uns policubs d'ordre tres o quatre: 
- El tricub "V".
- El tetracub "L".
- El tetracub "T".
- El tetracub "Z".
- Tetracub de forma helicoidal dextrògira, anomenat "A".
- Tetracub de forma helicoidal levògira, anomenat "B".
- Tetracub de forma trípode, anomenat "P".

A més a més d'aquests 7 policubs, hi ha un altre tricub i altres dos tetracubs que no formen part del cub Soma i que són els únics convexos. Així que les 7 peces del cub Soma són tots els policubs d'ordre 3 i 4 no convexos.

## Les solucions
Hi ha 240 formes diferents de muntar el cub de 3 x 3 x 3, amb exclusió de les rotacions i reflexions.
Una particularitat de totes les solucions és que en totes elles, la peça T està situada a una aresta. Això és fàcilment demostrable: un cop resolt hi haurà 8 cubs situats als vèrtexs, cadascuna de les peces V, Z, A, B, P poden ocupar com a màxim una d'aquestes posicions als vèrtexs, la peça L pot ocupar dues d'aquestes posicions. Així que, sense la peça T, hi ha com a màxim 7 vèrtexs ocupats, obligatòriament doncs, la T ha d'ocupar el vèrtex que queda.